# Flesh of My Flesh, Blood of My Blood
Albums de DMX
It's Dark and Hell Is Hot
(1998) ...And Then There Was X
(1999)
Singles
1. Slippin'
Sortie : 27 novembre 1998

Flesh of My Flesh, Blood of My Blood est le deuxième album studio de DMX, sorti le 22 décembre 1998.
L'album s'est classé 1er au Billboard 200 et au Top R&B/Hip-Hop Albums et a été certifié triple album de platine par la Recording Industry Association of America (RIAA) le 15 décembre 2000.

## Contenu
Cet album a été en partie censuré et une version « clean » a été éditée, remplaçant les insultes par des termes plus passe-partout. Concernant la drogue, aucune des deux versions n'a subi de censure.

## Jaquette
La jaquette de l'album comprend une photo très controversée du rappeur couvert de vrai sang de porc.

## Liste des titres
| No  | Titre                                                 | Contient un (des) sample(s) de                                  | Durée |
| --- | ----------------------------------------------------- | --------------------------------------------------------------- | ----- |
| 1.  | My Niggas (Skit)                                      |                                                                 |       |
| 2.  | Bring Your Whole Crew                                 |                                                                 | 3:40  |
| 3.  | Pac Man (Skit)                                        |                                                                 | 0:56  |
| 4.  | Ain't No Way                                          |                                                                 | 4:49  |
| 5.  | We Don't Give a Fuck (featuring Styles P et Jadakiss) |                                                                 | 4:07  |
| 6.  | Keep Your Shit the Hardest                            |                                                                 | 4:48  |
| 7.  | Coming From (featuring Mary J. Blige)                 |                                                                 | 5:13  |
| 8.  | It's All Good                                         | Heartbeat de Taana Gardner                                      | 4:17  |
| 9.  | The Omen (featuring Marilyn Manson)                   | Friday the 13th Original Theme d'Harry Manfredini Damien de DMX | 4:56  |
| 10. | Slippin'                                              | Moonstreams de Grover Washington, Jr.                           | 5:05  |
| 11. | No Love 4 Me (featuring Swizz Beatz et Drag-On)       |                                                                 | 4:00  |
| 12. | Dogs for Life                                         | Look Thru My Eyes de DMX                                        | 5:31  |
| 13. | Blackout (featuring The Lox et Jay-Z)                 |                                                                 | 5:00  |
| 14. | Flesh of My Flesh, Blood of My Blood                  |                                                                 | 4:32  |
| 15. | Heat                                                  |                                                                 | 4:07  |
| 16. | Ready to Meet Him                                     |                                                                 | 7:24  |